# Polistes dawnae
Polistes dawnae  (лат.) — вид общественных ос из семейства Vespidae (Polistinae).

## Распространение
Юго-Восточная и Южная Азия, включая Вьетнам, Индию, Лаос, Мьянму.

## Описание
Отличается от других видов подрода Polistella сильно вздутым вторым метасомальным стернитом (на латеральном виде сильно выступает вперёд). Диск скутеллюма почти плоский. Вид включают в подрод Polistella (в котором около 85 видов), крупнейший из четырёх подродов Старого Света в составе рода бумажных ос Polistes. Впервые вид был описан в 1922 году энтомологами К. Довером и С. Рао (Dover C., Rao S., 1922).